# Gribbohm
Gribbohm est une commune allemande du Schleswig-Holstein, située dans l'arrondissement de Steinburg (Kreis Steinburg), à 16 kilomètres au nord-ouest de la ville d'Itzehoe. Gribbohm est l'une des 22 communes de l'Amt Schenefeld dont le siège est à Schenefeld.

## Personnalités liées à la ville
- John Bock (1965-), artiste né à Gribbohm.